# Żdżanne
Żdżanne – wieś w Polsce położona w województwie lubelskim, w powiecie krasnostawskim, w gminie Siennica Różana. Obok miejscowości przepływa niewielka rzeka Siennica, dopływ Wieprza.
W latach 1975–1998 miejscowość administracyjnie należała do województwa chełmskiego.
Przez wieś przebiega droga wojewódzka nr 843. 
Wieś stanowi sołectwo gminy Siennica Różana. Według Narodowego Spisu Powszechnego (III 2011 r.) wieś liczyła 355 mieszkańców.
Wieś jest siedzibą rzymskokatolickiej parafii Parafia św. Michała Archanioła w Żdżannem.

## Historia
Wieś prawa wołoskiego, położona była w pierwszej połowie XV wieku w ziemi chełmskiej województwa ruskiego. W roku 1434 nazwa występuje w formie Dzdzane, Zdzanne w latach 1786 i 1827 (Spis), Żdzanne w 1895. Wspomniana także w dok. z roku 1464. Według registru poborowego z roku 1564 płacą tu pobór od 15 łanów 4 zagrodników 2 rzemieślników we wsi była cerkiew. W roku 1578 Żdżanne stanowi własność Uhrowieckich.
Według Słownika geograficznego Królestwa Polskiego z roku 1885 Żdżanna wieś i folwark w powiecie krasnostawskim, ówczesnej gminie Rudka, parafii łacińskiej w Siennicy Różanej, greckiej w Żdżanne, wieś odległa 12 wiorst od Krasnegostawu. Posiada cerkiew parafialną, szkołę początkową, młyn, smolarnię, kopalnię torfu, sklep wiejski.
Podług spisu z 1827 roku było we wsi 41 domów i 180 mieszkańców wieś należała do parafii łacińskiej Kumów. Data erygowania cerkwi nieznana. Istniejąca w 1885 roku wzniesiona jako murowana w roku 1804 przez Barbarę Smorczewską,
Charakterystyka dóbr Żdżanne
Dobra Żdżanne składały się w r. 1885 z folwarków Żdżanne, Wierzchowiny i Zwierzyniec, awulsów: Toruń i Pułanki, rozległość folwarczna wynosiła 2769 mórg: folwark Żdżanne z awulsem Toruń gruntów ornych i ogrodów mórg 797, łąk mórg 154, lasu mórg 1405, wody mórg 14, w odpadkach mórg 317, nieużytków mórg 25. Budynków murowanych 20, drewnianych 26; płodozmian 7. i 16. polowy. Folwark Wierzchowiny gruntów ornych i ogrodów mórg 441, łąk mórg 52, lasu mórg 900, nieużytków mórg 8; budynków murowanych 3, drew. 20; fol. Zwierzyniec z awulsem Pułanki gruntów ornych i ogrodów mórg 430, łąk mórg 58, lasu mórg 159, nieużytków mórg 7; budynków murowanych 1, drewnianych 9; las nieurządzony, pokłady torfu i wapienia.
W dobrach znajdują się dwie cegielnie, fabryka terpentyny, fabryka dachówki i dwa młyny wodne.
W skład dóbr poprzednio wchodziły: wieś Żdżanne osad 53, mórg 604; wieś Zagroda osad 36, mórg 576; wieś Majdan Maciejów osad 21, mórg 244; wieś Majdan Kostunin osad 10, mórg 73; wieś Wierzchowiny osad 50 mórg 690.

## Zabytki
- Kościół pw. św. Michała Archanioła z 1806 r. (od połowy XIX w. cerkiew unicka, w latach 1875–1919 świątynia prawosławna) i drewniana dzwonnica
- Plebania z przełomu XIX i XX w. w stylu klasycystycznym
- Kapliczka św. Jana Nepomucena z przełomu XIX i XX w.